# Caecilia orientalis
Caecilia orientalis es una especie de anfibios de la familia Caeciliidae.
Se encuentra en Colombia y Ecuador.
Sus hábitats naturales incluyen bosques tropicales o subtropicales húmedos y a baja altitud, montanos húmedos tropicales o subtropicales, ríos, marismas de agua dulce, tierras de pastos, jardines rurales y zonas previamente boscosas ahora muy degradadas.